# Kepler-186 d
Kepler-186 d est une exoplanète en orbite autour de l'étoile naine rouge Kepler-186. 

## Description
Il s'agit de la troisième planète en termes de distance à cette étoile ; elle est située dans la zone chaude (plus proche de l'étoile que la zone habitable).